# 過労死

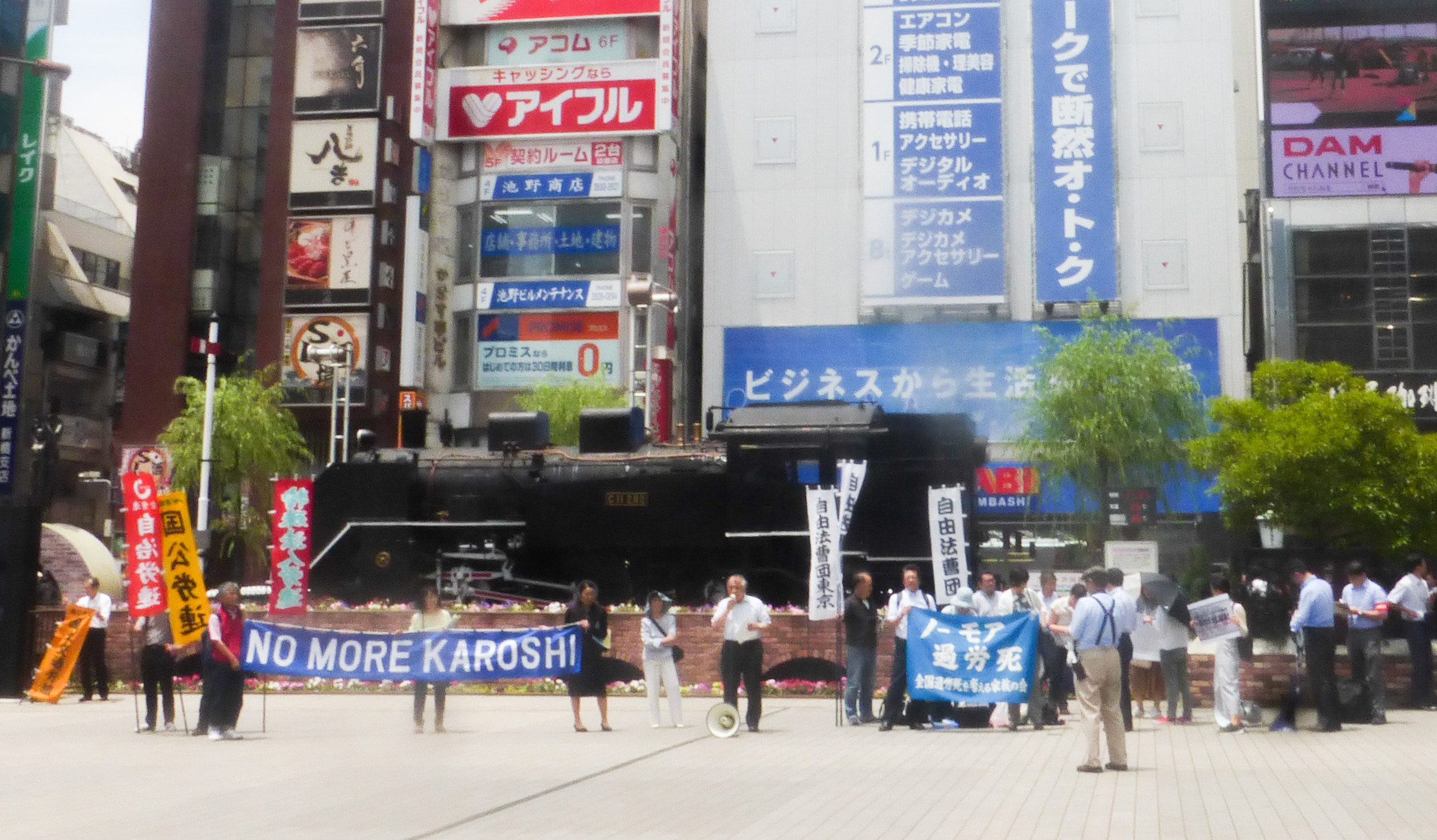
"No More Karoshi"のデモ（東京、2018年）

過労死（かろうし、英語: karoshi, overwork death）とは、働き過ぎによる過労のため死亡すること。基本的に重い作業負荷と長時間労働を原因とする心血管発作（脳卒中、心筋梗塞、急性心不全など）による死亡、および関連する作業障害を指す社会医学用語である。労働災害の一つである。過労や長時間労働はうつ病などの精神障害や燃え尽き症候群を引き起こしがちで、その結果自殺する人も多いため過労死に含められるようになった。
この現象は残業文化（効率のいい有能な定時帰宅者よりも、意図的にダラダラ残業や付き合い残業している人の方が評価される文化）のある日本で最初に確認され、日本語の「カロウシ」は国際的に採用された。残業文化は若い女性や子育て女性の邪魔にもなっている。
国際労働機関（ILO）は、過労死は日本の重要な社会問題であると報告している。2002年1月には、オックスフォード英語辞典のオンライン版に「karoshi」が掲載された。過労死が注目されたことは、諸外国の労働者でも、自国の労働者たちを働かせ過ぎることが問題視されるキッカケとなった。2008年から2009年には、フランスの大手通信会社フランス・テレコム（オレンジ）の従業員37人が過労などをきっかけに自殺を次々と図るという事件が起きるなどしている。BBCは韓国での過労死の際に「kwarosa（過労死の韓国語）」とローマ字で表記し、報道した。
過労自殺（ Karojisatsu,rapidly increasing number of work-related suicides ,suicide from overwork and stressful working conditions）とは、働き過ぎ又は職業性ストレスの高い労働環境に起因する自殺のこと。過労自殺については、短時間労働でも自殺者が相次いだフランステレコムの事例を受け、労働時間の長さではなく、（労働の）密度の濃さが原因と指摘されている。

## 定義
日本の過労死等防止対策推進法では、過労死を以下のように定義している。
過労が原因となって、心筋梗塞、脳出血、クモ膜下出血、急性心不全、虚血性心疾患などの脳や心臓の疾患を引き起こし死に至る。また過労はしばしばうつ病などの精神障害を引き起こすが、これにより過労自殺した場合も「過労死等」に含めている。
何をもって「過労死」とするかについては、文献によってもずれがあり、また時代とともに変化してきた。古い資料では例えば、厚生労働省が2002年に発行した「産業医のための過重労働による健康障害防止マニュアル」では「過労死とは過度な労働負担が誘因となって、高血圧や動脈硬化などの基礎疾患が悪化し、脳血管疾患や虚血性心疾患、急性心不全などを発症し、永久的労働不能または死に至った状態をいう」としており、過労自殺は含まれていなかった。その後の判例の積み重ねなどにより、過労自殺も過労死に含められ、労働災害として認定される道も開かれてきた。
厚生労働省の統計によると、2014年時点で過去10年ほどの間に過労による自殺者（自殺未遂も含む）が約10倍に増え、2013年時点で日本で196人が過労死している。40代から50代の働き盛りのビジネスマンに多いとされてきたが、近年では20代の若者も増加傾向にあり、年齢層は広がっている。
やや古い資料ではあるが、2010年の厚生労働省の報道発表資料によれば、女性も増加傾向にあるものの、大半は男性である。これは男女の就労状況の違いに加え、もともと日本の自殺率自体の男女差が大きいことも背景にある。

## 原因
長時間労働、多くの仕事量、職場マネジメントの欠如、日常的で繰り返しの多い仕事、人間関係の対立、不適切な報酬、雇用の不安、組織の問題は、職場における心理社会的な危険につながりえる。長時間労働の主な原因となるのは時間外労働の増大である。
重労働、職業性ストレスの原因とその例として、国際労働機関は以下を挙げている。
1. 深夜、徹夜、休日労働[2] - バブル崩壊により人員削減が進んだが、仕事の総量は減らされていなかった[2]。
2. 目標未達によるフラストレーション[2] - 景気後退の場面でも、企業は過度のノルマを従業員に課した[2]。これは心理的な負担、ストレスとなった[2]。
3. 退職強要、解雇、いじめ[2] - 長年企業で働いた従業員も、突然解雇された[2]。
4. 中間管理職の苦悩[2] - 管理職はしばしば従業員を解雇する立場にあり、企業改革と従業員保護のジレンマにあった[2]。

## 背景
国際労働機関 (ILO) は、人道的な労働条件の確立をめざして具体的な国際労働基準の制定を進めており、多くの国際労働条約を採択している。しかし現在においても、日本やアメリカのようにILOが採択した183条約（失効5条約を除く）の多くを批准していない国、批准した条約を遵守していない国が存在している。
とりわけ、先進国の日本で過労死が多発している事象については世界的にも稀有な例として見られており、日本は先進国であるにもかかわらず労働基準法が遵守されていない国として認識されている。労働運動側は国際労働条約の批准を求めているが、産業界は反対している。

## メカニズム
過労死には一般的に、以下の2種類の直接的原因が知られている。

### 精神疾患による自殺
働き過ぎは精神のバランスを喪失させ、死への願望（希死念慮）をもたらす。「眠りたい以外の感情を失った」と訴える患者もおり、抑うつ状態やうつ病である場合が多い。ただ「労働時間の長さ＝自殺の危険性」というわけではなく、人により許容度が異なるが、それを職場の上司が理解していない場合が多い。また、オフの時間の過ごし方も影響する。厚生労働省の平成28年版「過労死等防止対策白書」によれば、睡眠不足の第一の原因は残業時間の長さで36.1％である。

### 心臓・血管疾患による死亡
長時間労働は疲労を蓄積させ、血圧を上昇させる。そのことにより血管は少しずつダメージを受け、動脈硬化をもたらし、脳出血や致命的な不整脈を起こしたり、血栓を作り心筋梗塞、脳梗塞を引き起こす。

## 日本における過労死
2009年度（平成21年度）の厚生労働省による自殺（未遂含む）の労災認定件数63件のうち、「仕事内容・仕事量の大きな変化を生じさせる出来事があった」ことを原因と認定されたものが23件、「勤務・拘束時間が長時間化する出来事が生じた」ことを原因と認定されたものが13件だった。また、63件のうち、労働時間数に関係なく業務上と判断した事案を除くと、時間外労働時間が100時間を超えていたものは29件である。
2014年（平成26年）11月1日に「過労死等防止対策推進法」が施行された。同法により過労死や過労自殺をなくすため、行政機関が実態調査を行い効果的な防止対策を講じるとされており、防止の方針を具体的に定めた大綱が作られることになった。また国は、過労死等に関する実態調査、過労死等の効果的な防止に関する研究等を行うものとされ、さらに国及び地方公共団体は、過労死等を防止することの重要性について広く国民の理解と関心を深めるための施策を講ずるものとされる。同法の制定を踏まえ、独立行政法人労働安全衛生総合研究所（現　労働者健康安全機構労働安全衛生総合研究所）に「過労死等調査研究センター（現　過労死等防止調査研究センター）」が設置されている。
これまでは、日本人が過労死する状態があるにもかかわらず、日本では「過労」という言葉をはっきりと冠した法律も無く、日本の行政は、企業経営者の都合・顔色ばかりをうかがい、過労死をきちんと体系的に防止する仕組みも作らないまま放置してきたが、同法の施行により状況改善の一歩が踏み出された。日本全国の人々に向けて、弁護士が過労死に関する無料電話相談を開始した。

### 労災認定基準
厚生労働省の労災認定基準 では、脳血管疾患及び虚血性心疾患等（略称：脳・心臓疾患）を取り扱っている。2000年7月に最高裁が下した自動車運転手の脳血管疾患の業務上外事件の判決を契機に、2001年12月に認定基準が改正され、発症前6か月間の長期間に渡る疲労の蓄積、特に現在では労働時間の長さが「過労死ライン」として数字で明記され、認定に際して考慮されるようになった。
仕事との因果関係の立証が難しいため、脳・心臓疾患の労災請求から決定（認定または不認定）までの所要日数は、平成21年度で210日となっている。また、過労死の労災認定請求のうち過労死と認められるのは5割弱である。
また過労による自殺については、従前は結果の発生を意図した故意として労災認定されていなかったが、1999年9月14日に発出された 「精神障害による自殺の取扱いについて」（平成11（1999）年9月14日付 基発第545号） により、「業務上の精神障害によって、正常の認識、行為選択能力が著しく阻害され、又は自殺行為を思いとどまる精神的な抑制力が著しく阻害されている状態で自殺が行われたと認められる場合には、結果の発生を意図した故意には該当しない」とされ、1999年11月に精神障害による労災認定にかかる判断指針が策定され、うつ病などによる過労自殺も労災として位置付けられた。1999年の判断指針はのちに廃止され、2011年に発出された 「心理的負荷による精神障害の認定基準について（平成23（2011）年12月26日付け 基発1226第1号)」 が認定基準となっている。

### 裁判
過労死を巡る争訟としては刑事、行政、民事の3種類がある。

#### 刑事裁判
労働基準法では、法定労働時間を1日につき8時間、1週につき40時間と定め、これを超える場合には事前に労使協定を締結することを義務づけており、この上限時間も原則1年間につき360時間と定めている（労働基準法第32条、平成10年労働省告示第154号）。しかし過労死に至るケースの場合はこれらの時間を大幅に上回る時間外労働を行っており、労働基準法第32条違反、また、これらの時間外労働に対して正当な割増賃金（通常の賃金の25%以上の割り増し）が支払われていないケースがほとんどであり、同法第37条違反として労働基準監督署が事業主を送検するケースがみられた。しかし、最近では、労働基準法第32条、第37条の違反とはならない過労死の認定も多くなっている。
ただし、労働基準法第32条違反は最高で罰金30万円、同法第37条違反は最高で懲役6か月又は罰金30万円と定められており、人を死に至らせる不法行為に見合った刑罰の重さとなっていないとの批判が、主に労働者団体等から唱えられている。

#### 行政争訟
なお、労働事件が先例として判決集に登載される場合は、被告の会社名が事件名となるが（例：「○○コーポレーション事件」）、労災不認定取消請求事件の場合は労働基準監督署長が被告となるため、過労死の起こった会社を併記するのが通例である（例：「○○労働基準監督署長（△△産業）事件」）。

#### 民事裁判
過労死が起こった場合、企業が管理責任を怠ったとして裁判が起こることはつきものであるが、過労死の多くは勤務中に死に至るのではなく、激務な仕事をやめ1か月から数か月後に死に至るケースが多く、また、脳・心臓疾患は日常生活の習慣（高血圧気味であった、肥満気味であった、等）が過労により増悪することにより引き起こされることも多く、企業側は因果関係がないと主張する為、長期化することが多い。

## 日本の事例

### 1988-1999年
- 1988年、全国の弁護士が連携して初めて「過労死110番」が開設される[20]。当時の日本国政府や医学会も「働きすぎでは死なない」と全面否定。過労死や過労自殺に対し労働災害申請はほとんど認められず、裁判でも勝てず、労働組合も向き合ってこなかった[21]。
- 1990年12月4日、読売新聞の新聞奨学生として新聞販売店に勤務していた学生が過労により死亡した。同日午後3時20分頃、学生は販売店の作業場内で嘔吐を伴う体調不良を訴え、そのまま昏倒状態になり、救急車で病院へ搬送されたが、午後9時30分に死亡した。遺族は裁判に踏み切り、最終的に1999年に読売新聞社と和解が成立した。この事件などを踏まえ各社新聞奨学生の過重勤務の実態、その制度の特徴から強制労働的性質があることが日本共産党の吉川春子などにより国会質疑で指摘された。
- 1991年、電通の男性社員が過労と上司からのパワーハラスメントにより自殺した「電通事件」が発生。この事件により「過労自殺」というワード（単語）が初めてクローズアップされたと言われる[22][23][24]。
- 1997年6月、時事通信社の政治部記者（当時36歳）が糖尿病の合併症が原因で死亡した。遺族はこれは首相官邸での取材活動が重労働であったという理由で1999年に労災申請したが、中央労働基準監督署が病気と仕事の因果関係を認めなかった。そこで遺族は労災認定を求めて提訴したが、2010年4月15日、東京地裁はこの請求を棄却した。[25]
- 1999年、東京都の小児科医の男性が病院屋上から投身自殺した。同医師は、当直の日は時に30時間を超える長時間勤務に病院の経営方針が重なり、相当な激務と心労が重なっていたと思われる。遺族側はこの自殺が過労自殺であるとして労災認定を求めて裁判を起こし、2007年3月28日に国が控訴を断念して労災認定が確定した[26]。

### 2000-2009年
- 家電量販店のマツヤデンキに2000年11月に身体障害者枠（障害者雇用）で入社し、愛知県豊川市の店舗で販売業務に就いていた慢性心不全を抱える男性（当時37歳）が、同年12月に致死性不整脈により死亡した。男性の妻が翌2001年11月に豊橋労働基準監督署に対し労働災害を申請したが認定されなかったため、2005年に名古屋地裁に提訴。一審は訴えを棄却したが、二審の名古屋高裁は2010年4月16日に「業務の過負荷による死亡かどうかは、男性本人の障害の程度を基準とすべき」などとする初判断を示して訴えを認め、労災と認定する判決を言い渡した[27][28]。
- 2001年に日本国政府は、長期間の疲労蓄積で脳や心臓の疾患が起こることを認める[21]。
- 2002年2月9日、トヨタ自動車社員の男性（当時30歳）が致死性不整脈により死亡した。男性の妻が「月144時間という過酷な残業と変則的な勤務時間のため」として訴訟を起こした。名古屋地方裁判所は遺族側の主張をほぼ認め（認定した残業時間は106時間）、判決[29] が確定した。
- 奈良県立三室病院に勤務していた臨床研修医（当時26歳）が、2004年1月に勤務中にA型インフルエンザを発症し、自宅療養をしていたが死亡した。死亡直前の2003年12月には、1日当たりの勤務時間が12〜24時間に及ぶ日が連続6日間もあり、また食事時間や休憩時間もほとんど取れない状態だった。地方公務員災害補償基金奈良県支部は2007年2月に、この男性の死を公務災害と認定し、両親に遺族補償一時金約417万円と、父親に約56万円の葬祭補償を支給したが、両親は「補償一時金に時間外手当が導入されていない」として奈良地方裁判所に訴えを起こした。2010年8月26日に同地裁は「時間外労働の存在は明確で、これを考慮しなかったことは違法」として、同支部の決定を取り消す判決を言い渡した[30]。
- 2005年2月に、産業機械商社のマルカキカイ（現・マルカ）に執行役員として勤務していて過労死した男性について、東京地方裁判所は2011年5月に「実質的に労働者にあたる」として、労災の不認定を取り消す決定をした[31]。
- 1997年に東急ハンズに入社した男性が、同社心斎橋店に勤務していた2004年3月に急死した。男性の妻と長男は、過重な労働が原因だったとして、同社を相手取り神戸地裁に訴訟を提起。同地裁は2013年3月13日の判決で遺族の主張を認め、同社の過重労働を認めた上で、従業員への安全配慮義務に違反したとして、遺族に7,800万円を支払うよう命じた[32]。
- 2007年7月5日、日産自動車の直系子会社ジヤトコプラントテックの男性社員が、建屋内で首を吊っているのを同社社員が発見し通報、男性は死亡した。この日に男性は工長（現場リーダー職）昇進を控えた集合教育を受けていたが、途中で席を立っており、この直後に自殺した。この教育は対象社員を一箇所に集め、数日間から数週間にわたり集中的に行われることから「『日勤教育』的色合いが濃かった」（同社社員）といい、精神的に追い込まれる社員が少なくなかったという。男性の自殺について両社は黙秘しており社内外への公表を行っていない。2008年現在係争中。[要出典]
- 2008年12月、居酒屋チェーン大庄に入社した24歳の従業員が入社4か月後に長時間の残業により過労死したとして、従業員の両親が約1億円の損害賠償を求めて京都地方裁判所に訴えを提起した。原告の主張は、新入従業員を月額19万4,500円で募集していたが、その月額は80時間の残業を前提としており、それ以下の場合は減額され、最低月額は12万3,200円であった。2008年度のリクナビ求人サイトには、月額19万6,400円＋残業手当と書かれていたという。京都地方裁判所は原告の請求を認容、同社と取締役4人に対し約7,860万円の支払いを命じた。判決理由は「長時間労働を前提としており、こうした勤務体制を維持したことは、役員にも重大な過失がある」「生命、健康を損なわないよう配慮すべき義務を怠った」と指摘している。過労死を巡る訴訟は会社側が責任を負うことが一般的で、取締役の賠償責任を認めた司法判断は珍しい。原告代理人の弁護士は「上場企業の役員個人の責任が認められたのは画期的」と述べた。判決により社長ら個人の賠償責任も認められ、遺族へ計約7860万円を支払うよう命じた。[要出典]
- 2009年3月5日、過労自殺で夫を亡くした京都市在住の女性が、大阪府の弁護士らの協力を得て、社員が過労死したと認定された在阪企業について、企業名などの情報公開を行うよう厚生労働省大阪労働局に請求した。この女性は企業名の公表が過労死などへの抑止力になると主張したが[33]、情報公開請求が退けられたため、女性や市民団体らが大阪地方裁判所に提訴。一審は女性らの訴えを認めたが、二審の大阪高等裁判所は2012年11月29日に「情報を開示することにより、各企業の社会的評価などが低下し利益を害することが有り得る」として原告敗訴の逆転判決を言い渡した。原告側は「企業の擁護に終始した判決だ」として批判している[34]。
- 2008年4月からウェザーニューズ（東京都港区）の予報センターに試用勤務した男性の気象予報士（当時25歳）は、同年5月以降、千葉市の「予報センター」で天気予報の業務を担当した。それは、主にマスコミ向け天気予報の原稿を作成する仕事だった。男性気象予報士は、早朝から夜中まで働いたが、それは、過労死の認定基準を超える134時間 - 232時間の時間外労働を強いられるものだった。その後、男性気象予報士は多忙でうつ病を発症した。2008年10月1日に職場の上司が男性気象予報士に「本採用は難しい」と告知し、翌日の10月2日、男性気象予報士は自宅で自殺した。これについて京都市在住の遺族が、翌2010年10月1日に同社を相手取り、約1億円の損害賠償を求める訴えを京都地方裁判所に起こした[35]。その後、同年12月14日に同地裁で和解が成立した[36][37][38]。
- 2008年5月、宮崎県新富町の女性職員（当時28歳）が自殺した。この女性職員は2008年になって同僚が休職したことに伴い、臨時職員の指導などの業務が加わり、同年2月下旬から2か月間の超過勤務時間が222時間に達していた。また町長も認識していながら適切な対応を取らなかったことが自殺の原因になったとして、女性の両親らが2011年12月に同町を相手取り、慰謝料などを求める訴えを起こした。市町村職員の過労自殺が損害賠償請求訴訟に発展した初の事例となった[39]。
- 2004年4月からマツダで勤務してきた男性が、2007年3月にうつ病になり同年4月に自殺した。これについて広島中央労働基準監督署は2009年1月、自殺と仕事との因果関係を認め労災認定した。 一方、男性の両親は、長時間労働や上司からのパワーハラスメントなど、会社側が適切にサポートしなかったことが原因であるとして、同社に対し約1億1,100万円の損害賠償を求める訴訟を起こした。2011年2月28日に神戸地裁姫路支部は、訴えをほぼ認め、同社に対し約6,400万円の支払いを命じた[40]。
- 2007年4月、山梨赤十字病院に勤務していた男性職員が、同病院のリハビリ施設内で自殺した。この職員は1993年から同病院の調理師を務めた後、2005年にリハビリ施設に転属したが、2007年から別の施設の開設準備に他の職員が関わるようになったため業務量が急増してうつ病にかかり、自殺前1か月の時間外労働は166時間以上に及んだとされた。2012年10月2日に甲府地方裁判所は「（過重な）業務と自殺との間に因果関係が認められる」として、慰謝料など約7,000万円の支払いを同病院に命じた[41]。
- 日本国政府が実施する外国人研修制度で2005年12月に来日し、金属加工会社フジ電化工業（茨城県潮来市）で勤務していた、男性の中国人技能実習生（当時31歳）が、2008年6月に過労で倒れ急性心不全により死亡した。鹿嶋労働基準監督署は、外国人実習生としては日本初の過労死認定を下し、遺族は労災の保険金給付の一部の約1,100万円を受け取った。遺族は受入機関にも注意義務違反があるとして、同社の他に受入機関の白帆協同組合（茨城県行方市）に対しても、約5,750万円の損害賠償を求める訴訟を水戸地裁に起こした[42]。2011年現在係争中。
- 2008年4月に居酒屋チェーンワタミに入社した女性（当時26歳）が、同年6月に自殺。遺族は長時間労働によって生じたストレスが自殺の原因として横須賀労働基準監督署に労災申請したが却下された。このため遺族は神奈川労働者災害補償保険審査官に不服申し立てを行い、同審査官は労災認定した[43]。
- 2009年7月、日本電気（東京）に勤務する男性社員（当時49歳）が自殺した。男性社員は日本電気（東京）に正社員として勤務し、長年、芸術文化支援活動を担当していたが、考え方の違いから上司とトラブルになり、2009年1月頃、うつ病を発症した。2009年4月には、男性社員は未経験のＩＴ関連業務の担当となり、「達成困難なノルマ」を課されたことで、2009年5月頃、うつ病を再発し、7月に自殺した。当初、三田労働基準監督署はこれを労災と認めなかったが、男性社員の妻が遺族補償を支給しなかった三田労働基準監督署に対し処分取り消しを求め訴訟を起こした。そして、2020年10月21日、東京高裁は、請求を棄却した１審東京地裁判決を覆し、これを労災と認める判決を出した。[44]

### 2010-2015年
- 2010年2月、光通信に勤務していた男性（当時33歳）が虚血性心疾患により突然死した。この男性は2006年から営業課長職に、2009年にはクレーム対応部署に異動したが、男性の両親と弁護士がタイムカード打刻記録以外での時間外労働を算出したところ、死亡前3年間で100時間超の時間外労働を行っていた月が17回（最高153時間）存在し、また携帯電話の販売で過酷なノルマが課されていた。両親は2014年6月24日に同社に対し「会社は安全配慮義務を怠り長時間労働を放置した」などとして、神戸地方裁判所に約1億6,450万円の支払いを求める訴訟を起こした[45]。
- 2010年4月、東京キリンビバレッジサービス（キリンビバレッジの子会社）の男性社員（当時23歳）が自殺した。遺族らは、男性が2009年10月から2010年3月にかけて長時間勤務を強いられていたのが原因と主張し、品川労働基準監督署に労災申請。2011年10月5日付で同監督署は、過労による自殺として労災認定した[46]。
- 2010年10月29日、医療法人社団明芳会新戸塚病院（神奈川県横浜市）に勤務していた理学療法士の男性（当時23歳）が急性心不全で死亡しているのが発見された。遺族らは担当患者の増加や、在籍していたリハビリテーション科内の研究発表会の準備業務などによる長時間勤務が原因であるとして、横浜西労働基準監督署に労災申請。同監督署は2011年10月4日付で労災認定。理学療法士の労災認定としては日本初の事例となった[47]。
- 2011年5月13日から福島第一原子力発電所事故の収束作業に当たっていた建設会社の男性社員が、翌14日以降に体調不良を訴え、その後心筋梗塞で死亡した[48]。遺族は短期間の高負担の作業による過労として、労災と認めるよう横浜南労働基準監督署に申請し、2012年2月24日に同監督署は労災と認定した[49]。
- 2011年4月末、富士通海外マーケティング本部で課長を務めていた男性社員（当時42歳）が急死した。この男性は東日本大震災で外国人上司が国外脱出するなどした影響で過重労働となり、死亡前日から過去2か月間の時間外労働の平均は最低でも月82時間に及ぶとされた。三田労働基準監督署はこの男性について、震災に伴う過労死であるとして労災認定した[50]。
- 2009年にJR西日本に入社した男性が、2012年10月に自宅マンションで飛び降り自殺した。この男性は2011年6月から鉄道保安システムを管理する部署に配属されていた。遺族らは、職場と工事現場との往復を繰り返させられ、昼夜連続勤務や休日出勤の日数が月平均162時間にも及んだことなどが原因で、うつ病を発症したことが自殺につながったとして、同社を相手取り契約1億9,000万円の支払いを求め大阪地裁に訴訟を起こした[51]。
- 2011年4月からファミリーマートの大阪府大東市内のフランチャイズ店舗で勤務していた62歳の男性が、その後2012年4月以降に別の店舗でも勤務するよう店主から命じられた。この男性は8か月後の同年12月に作業中に意識を失い脚立から転落死した。この男性と店主との間の雇用契約では、勤務時間は1日8時間とされていたが、実際には過労死ラインを大幅に超える1か月当たり218 - 254時間に及ぶ時間外労働をしていたことが明らかになった。男性の遺族は、男性の死亡原因が過労であるとして大阪地方裁判所に5,800万円の損害賠償を求め訴訟を提起。その後2016年12月22日付で、ファミリーマートと店主側が遺族に対し解決金計4,300万円を支払うことで和解が成立したことが判明した。直接の雇用関係にないフランチャイズ店の従業員に対し、本部が労働災害に解決金を支払うのは異例の対応とされる[52]。
- 2012年に自殺したアニメ制作会社A-1 Pictures（ソニーミュージックグループ）の元社員男性が、過労によるうつ病が原因と労災認定された。通院先の診療録には「月600時間労働」との記載があり、残業時間は多いときで344時間に上ったという[53]。
- 2012年10月18日、肥後銀行（熊本市）の男性行員（当時40歳）が銀行本店の7階から飛び降りて自殺した。この男性行員は銀行の本店業務統括部に勤務し、職場では為替や手形などの処理システムを更改する業務を担当していたが、2012年6月以降は、1ヵ月の時間外労働時間が100時間を超えていた。亡くなる直前の1ヵ月間は月209時間を超える時間外労働を強いられ、過労でうつ病を発症していた[54][55]。過労自殺で亡くなった肥後銀行行員の遺族が、翌2013年に熊本地方裁判所に損害賠償請求訴訟を起こした[56]。この件に関して熊本労働基準監督署から労働基準法違反（過重労働）として役員ら3人が書類送検された[57]。同年11月、熊本区検察庁が同法違反で同行を熊本簡裁に略式起訴した。その後、同簡裁は罰金20万円の略式命令を出し、同行は罰金を納付した。また同容疑で書類送検された取締役執行役員らは、嫌疑不十分で不起訴、起訴猶予処分とされた[58][59]。これを受け、当時の頭取が自身の月額報酬を30%カットするなど関係者の処分を明らかにしたほか、本店・支店すべての部屋に監視カメラを設置するなどの労務管理対策を実施することを表明した[60][61]。その後2014年7月18日、肥後銀行は当初の主張を撤回し、自殺と長時間労働の因果関係を認め結審し[62][63]、熊本地裁は同年10月17日、銀行が過重な長時間労働に従事させた結果、行員はうつ病を発症し自殺したとして同行が注意義務を怠ったとし、銀行に約1億3,000万円の支払いを命じる判決を言い渡した[64][65][66]。判決を受け肥後銀行は、コンプライアンス意識の徹底と適切な労働時間管理態勢の強化について、なお一層安全な労働環境の構築に努めるとするコメントを発表し[67]。控訴しない方針とした[65]。その後、自殺した男性の妻で肥後銀行の株主である女性が、株主としての立場から肥後銀行に当時の肥後銀行の役員らに対し、損害賠償の訴訟をするよう要求したが拒否された。そこで、株主の女性は2016年9月7日に肥後銀行を相手取り、当時の役員らに肥後銀行へ約2億6000万円の損害賠償を求める株主代表訴訟を熊本地裁に起こした[68]。代理人弁護士によると、この株主代表訴訟は過労死や過労自殺を巡る株主代表訴訟として全国初のケースとなった[55]。2021年7月、熊本地裁はこの原告側の株主の請求を棄却し、原告側の敗訴となった[54]。
- 2013年5月下旬、陸上自衛隊松山駐屯地で勤務していた当時28歳の三等空尉の男性がうつ病を発症し自殺。この三等空尉は、2013年4月から5月にかけて、新入隊員の受け入れや訓練準備のため、休日返上で勤務したことなどもあってうつ病を発症したとされ、勤務時間は過労死ラインを大幅に上回る約216時間に及んでおり、うつ病を発症するまでの6ヵ月間の平均超過勤務時間も約138時間となっていた。男性の両親は防衛省を相手取り大津地方裁判所に損害賠償を求め提訴し、2023年2月21日に同地裁は，自殺と過重勤務との因果関係を認めた上で、7,830万円の支払いを命じた[69]。
- 2014年1月、システム開発会社「オービーシステム」（大阪市）に勤務していた男性社員（当時57歳）が東京都内のマンションで飛び降り自殺した。長年、男性社員はシステムエンジニア（SE）として働き、多忙な日々を送っていた。2013年2月に東京に単身赴任し、東京消防庁のシステム開発事業を担当するが、2013年9月にうつ病を発症した。男性社員は2013年4月から9月までの残業時間を月20～89時間と自己申告していたが、品川労働基準監督署は、当時の職場のパソコン記録から男性社員の実際の残業時間を月127時間～170時間と認定し、2014年9月に労災認定した。[70][71][72]
- 2014年10月、福井県若狭町立上中中学校の男性教諭（当時27歳）が自殺した。この教諭は同年4月から同校で勤務していたが、同年6月までの3か月間に残業が月120 - 160時間超に上ったとされ、受け持っていた生徒の無断外泊や保護者とのトラブルもあったとされた。地方公務員災害補償基金福井県支部はこの教諭の自殺の原因が公務災害であると、2016年9月6日付で認定した[73]。
- 2015年12月25日、電通の女性新入社員（当時24歳）が社員寮で飛び降り自殺した。この女性新入社員は2015年4月に電通に入社し、同年10月からインターネット広告部門を担当した。その職場は人数が少なくて、それで仕事の業務量が多かった。2015年10月9日から1か月間で、その女性新入社員の時間外労働時間はその前の1か月間の2.5倍の約105時間に増えていた。当時、女性新入社員は知人や友人にLINEやツイッターなどで　「休日返上で作った資料をボロくそに言われた　もう体も心もズタズタだ」（10月13日）、「眠りたい以外の感情を失った」（10月14日）、「もう4時だ、体が震えるよ…、死ぬ、もう無理そう、疲れた」（10月21日）、「残業代のおかげで、入社7ヶ月目のお給料は初任給の1.5倍になりました、圧倒的成長」（10月28日）、「生きているために働いているのか、働くために生きているのか分からなくなってからが人生」（11月3日）、「土日も出勤しなければならないことがまた決定し、本気で死んでしまいたい」（11月5日）、「毎日、次の日が来るのが怖くてねられない」（11月10日）、「がんばれると思ってたのに予想外に早くつぶれてしまって自己嫌悪だな」（11月12日）、「道歩いている時に死ぬのにてきしてそうな歩道橋を探しがちになっているのに気づいて今こういう形になってます…」（11月12日）、「はたらきたくない、1日の睡眠時間2時間はレベル高すぎる」（12月6日）、「死にたいと思いながらこんなストレスフルな毎日を乗り越えた先に何が残るんだろうか」（12月16日）、「1日20時間とか会社にいるともはや何のために生きてるのか分からなくなって笑けてくるな」（12月17日）、「死ぬ前に送る遺書メールのCC（メール送信の相手先）に誰を入れるのがベストな布陣を考えてた」（12月17日）、「男性上司から女子力がないと言われるの、笑いを取るためのいじりだとしても我慢の限界である、鬱だ」（12月20日）などと心の気持ちを明かしていた[74]。それでも、職場の上司はそんな彼女を厳しく叱責をした。三田労働基準監督署はこの女性新入社員について、2016年9月30日付で労働災害と認定し、労災保険を支給することにした[75]。この件に関連して東京労働局は2016年10月14日に、電通本社のほか、関西支社・京都支社・中部支社の3支社にも労働基準法に基づく強制調査を実施した[76][77]。
- 2015年10月、広島市の区役所で勤務していた20代の女性が自殺した。この女性は、保健福祉課で児童手当の支給などを担当していたが、2014年12月から2015年9月にかけて1か月当たり100時間前後の時間外労働が続いていた。女性の遺族はその後、地方公務員災害補償基金広島市支部に対し、公務災害認定を請求した[78]。
- 2015年2月、前身の日本道路公団時代の2013年から西日本高速道路に勤務していた男性が同社の寮で自殺した。この男性は2014年10月に第二神明道路事務所へ異動後、橋の補強や撤去工事など未経験の業務をさせられた上、最長で月に約178時間の時間外労働を強いられたほか、約36時間連続の勤務もあったことでうつ病を発症していたとされる。神戸西労働基準監督署は2015年12月に労災認定したが、男性の遺族は同社が社員の勤務実態を把握しておらず、長時間労働を減らす対策を怠ったことが自殺に繋がったとして、2017年2月16日に同社の本社人事部長や関西支社長、第二神明道路事務所長らを神戸地方検察庁に刑事告訴した[79]。その後、同社の酒井和広社長は2018年10月31日に、業務軽減措置が不十分だったと責任を認めた[80]。一方、告発されていた男性の上司らは書類送検されたものの、2018年11月16日に同地検は上司らを不起訴処分としており、遺族らは検察審査会に審査を申し立てるとしている[81]。
- 2015年1月、自動車大手のホンダの男性社員（当時27歳）が栃木県の社員寮で自殺した。この男性社員は2010年にホンダに入社し、2014年からは、車部品の生産に必要な特殊鋼の調達を担当、海外の取引先との交渉などを行っていた。しかし、ホンダはこの男性社員の自殺によって、ホンダの長時間労働が外部に発覚するのを恐れて、男性社員の社内のパソコンを秘密裏に隠蔽し、男性社員の遺族には男性社員のパソコンを既に廃棄した、とする虚偽の説明をした[82]。その後、遺族は息子の自殺は長時間労働による過労が原因として労災認定を申請した。2016年6月、ホンダは労働基準監督署からの要請を受け、別の担当者が男性社員の使っていたパソコンを調査したところ、ホンダ社内に男性社員のパソコンがあるのを見つけた。しかも、そのパソコンはホンダ社内に大事に保管されていた。ホンダの幹部らは6月、遺族に陳謝した。ホンダは遺族に対し、パソコンの履歴や同僚らの証言から、男性社員が就業時間以外の夜間や休日に仕事をしていた事実を認めた。しかし、ホンダは、残業や会社外での業務は指示しておらず、勤怠管理に違法性や不適切な点もなかったので、労働基準監督署は、この男性社員の自殺を労災とは認めなかった[83]。

### 2016-
- 2016年1月、新潟市民病院に勤務していた女性研修医（当時37歳）が新潟市内の公園で自殺した[84]。女性研修医は2015年4月から新潟市民病院消化器外科に勤務し、2015年8月には時間外労働が162時間に達するほど長時間労働を続けた。2015年9月頃から女性研修医は不眠になり、「病院に行きたくない」と言って、自分の部屋に引きこもるようになった。2016年1月24日夜、女性研修医は一人で自宅を飛び出したまま行方が分からなくなり、翌朝、近くの公園で遺体で発見された。この女性研修医の夫や弁護士が調べたところ、自殺までの月平均の残業時間が187時間にも上っており、2017年5月31日に新潟労働基準監督署は労災認定した[85][86][87]。
- 2016年4月中旬、関西電力で高浜原子力発電所の運転再開を巡り原子力規制委員会の審査対応にあたっていた40歳代の男性課長が、出張先の東京都内のホテルで自殺した。この課長の残業時間は3月・4月だけでも約100時間に及ぶとされた。敦賀労働基準監督署は同年内に労災認定した[88]。
- 2016年10月、宇宙航空研究開発機構（JAXA）の筑波宇宙センター（茨城県つくば市）で温室効果ガスを観測する人工衛星「いぶき」の管制業務に携わっていた男性社員（当時31）が自宅で自殺した。男性社員は、2010年4月にソフトウェア開発の「エスシーシー（SCC）」（東京都中野区）に入社し、2015年からグループ会社「宇宙技術開発（SED）」に出向し、同社がJAXAから請け負った「いぶき」の管制業務に携わっていた。また、男性社員は、人工衛星の管制業務だけでなく人工衛星のスケジュールを管理するシステムのソフトウェアの開発も求められ、それは彼にとって「達成困難なノルマ」だった。男性社員は夕方から翌朝まで約16時間の夜間勤務が月７回もあった。2016年9月からは仕事の責任が重くなり、残業時間は月70時間以上になった。男性社員が残業を申請しようとすると職場の上司が注意し、正しく残業時間が申請できず自発的にサービス残業をやらされた。また、上司から具体的な説明もないのに何度も仕事のやり直しを命じられ、亡くなる日は、上司から30分ほどパワハラ・叱責された。その後、男性社員は精神的に苦しみ適応障害を発症し、自殺した。2019年4月2日、土浦労働基準監督署（同県土浦市）が労災認定をした。[89][90][91]
- 2017年3月、国立競技場建設の地盤改良工事の下請工事に参入していた建設会社の新入社員の男性（当時23歳）が自殺した。この男性は品質管理などの業務に就いていたが、自殺の約1か月前以降の時間外労働が約200時間にも及んでいたほか、施工が遅れた工事を工期に間に合わせなくてはとの義務感から精神的に追い詰められ、うつ病を発症していた。男性の遺族は同年7月12日に労災を申請した[92]。渋谷労働基準監督署は、当該の男性が勤務していた建設会社に対し是正勧告を行った上、元請である大成建設に対しても労働者の健康確保を行うよう行政指導した[93]。
- 長野県千曲市の運送会社である信濃陸送に勤務していた男性運転手（当時43歳）は、コンビニエンスストアへの商品配送に従事していたが、2017年1月に、配送中に倒れ急性大動脈解離で死亡した。長野労働基準監督署の調査により、男性は死亡直前の1か月間の残業時間が過労死ラインとされる月100時間を超える114時間に及んでいたことが明らかとなり、同労基署は同年8月にこの男性を労災認定した[94]。
- 航空自衛隊幹部候補生学校に所属し奈良基地で勤務していた当時49歳の男性隊員が、業務に起因する疲労などでうつ病を発症し、2006年5月に自殺した。男性の遺族は防衛省に対し、労働環境の改善義務を怠ったためだとして、大津地方裁判所に訴訟を起こした。その後2017年9月15日付で、防衛省側が和解金7,400万円を支払うことで和解が成立した[95]。
- NHK首都圏放送センターの女性記者（当時31歳）が、2013年7月24日に、自宅マンションで鬱血性心不全で死亡した。遺体発見当時、その女性記者の手には携帯が握られたままだったという。この女性記者は都庁クラブに在籍し、夏の都議選、参議院選の選挙取材で、候補者たちの街頭演説を見に行ったり、出口調査や選挙情勢を調べたりして、多忙な日々を送っていた。その時の勤務時間は平日の午前から夜の深夜まで続き、過労死ラインの月80時間をはるかに超える159時間に達していた。彼女の両親が勤務記録やタクシーの乗降記録などからさらに独自調査すると、亡くなる直前の女性記者のその月の時間外労働時間は209時間、その前の月は188時間だった。それでもNHKの関係者によれば「記者の仕事は個人事業主のようなもので、休憩も出勤時間も自由にできる」、「NHK記者は「みなし労働時間制」を採用しているので、残業時間と言うものが正確にはない」という。その後、東京労働局渋谷労働基準監督署は2014年5月付で、この女性記者について労災認定した[96]。2017年10月4日にこの女性記者の過労死の事実が公表され、上田良一NHK会長は「大変重く受け止めている」とコメントし、同月に両親宅を訪問し謝罪した。[97][98][99][100][101][102]
- 和歌山県警察警備部の当時54歳の男性警視が、2016年8月に自殺した。この警視は、2015年の和歌山国体で交通規制などの統括責任者を務めていたが、残業時間が朝の2時か3時に及ぶことも多く、自殺直前の2015年6 - 7月の超過勤務はいずれも月200時間を超えていた。地方公務員災害補償基金和歌山県支部はこの警視について公務災害と認定[103]。
- 鳥取県倉吉市の建設課に勤めていた男性職員（当時44歳）が、2013年に自殺した。この男性職員は、工事の遅延などの処理のために自殺の直前まで14日連続の勤務となっており、時間外労働の時間は計168時間に及んでいた。遺族が鳥取地方裁判所に訴訟を提起し、その後同市が解決金として約4,000万円を支払う条件で和解が成立することになった[104]。
- ホンダの子会社であるホンダカーズ千葉の千葉市内の販売店に勤務していた男性社員（当時48歳）が、2015年3月に新規オープンした店の店長となったが、部下の残業を減らすため自らが残業したり仕事を自宅に持ち帰ったりしており、残業時間は最大で87時間にも及んだ。男性はうつ病になり解雇された後、2016年12月に自殺した。この男性について千葉労働基準監督署は、持ち帰り残業などが自殺の要因になったとして2017年6月に労災と認定した[105]。
- 野村不動産では、企画業務型の裁量労働制を、本来は企画の立案や情報分析などの業務に限って導入可能であるにもかかわらず、実際には営業担当の社員に対しても導入していたとして、東京労働局が2017年12月25日に同社に是正勧告と特別指導として社名の公開を実施した。特別指導の理由として「野村不動産の不正を放置することが、全国的な順法状況に重大な影響を及ぼす」と述べている。これを受け同社では、2018年4月1日から裁量労働制を取り止めることにした[106]。この違法な裁量労働制を適用されていた50歳代の男性社員が、2016年9月に自殺しており、2017年に同労働局から労働災害と認定されている[107]。
- ルネサスエレクトロニクスの子会社であるルネサス セミコンダクタ パッケージ&テスト ソリューションズの米沢工場で2001年から2017年まで勤務していた男性社員は、2017年1月23日深夜に帰宅した後、翌24日未明に倒れ、搬送先の病院で死亡が確認された。 山形労働局米沢労働基準監督署は、男性社員の死亡直前の1週間で約25時間、4か月間では1カ月平均で約80時間の時間外労働を行っていたと認定した上で、達成困難なノルマが課されたことで疲労の蓄積を伴う過剰な業務に就いていたと認め、2017年12月7日付で労災認定した[108]。
- テレビ朝日でドラマのプロデューサーを務めていた50歳代の男性社員が、2013年に出張先のホテルで倒れ、2015年2月に心不全で死亡。この男性は、倒れる直前の3か月間の時間外労働時間が70時間から130時間にも及んでいたことが明らかとなっており、2015年7月に労働基準監督署から、死亡は長時間労働に起因する過労が原因として労災認定された[109]。
- 富山県内の公立中学校（校名は非公表）に勤務していた40歳代の男性教諭が、2016年7月にクモ膜下出血により死亡した。遺族側や地方公務員災害補償基金富山県支部の調査では、発症直前の2か月間の時間外労働は約120時間にも及んでおり、別の調査では、このうち部活動指導が約7割を占めていた模様である。同支部はこの教諭の遺族に対し、2018年4月に過労死と認定したが、部活動に関する時間外労働としては過去最長とされている[110]。
- 大阪緑涼高等学校に2015年に就任した教頭が、2018年3月頃から帰宅が未明になることが多くなり、体調の変調を訴えるようになって、その後同月末に自殺した。死亡直前の時間外労働の日数は月215時間にも及んでいた。教頭の遺族らは、校長や事務局長からの高圧的な指導や、極度の長時間労働が原因で精神障害を発症し、これらが自殺の要因となったとして、学校を運営する谷岡学園を相手取り、大阪地方裁判所に訴訟を起こした[111]。
- 学習塾を運営する栄光ゼミナールの東京都世田谷区の教室長を務めていた49歳の男性が、2017年11月に勤務中に倒れその後死亡した。労働基準監督署が調査したところ、この男性は死亡前の半年間の残業時間が最長で月130時間となっており、長時間労働が原因の過労死であるとして、2018年11月に労災認定された[112]。
- 神奈川県庁に勤務していた男性職員（当時37歳）が2016年11月14日、県庁近くの公園で自殺した。男性職員は2006年に神奈川県庁に入庁し、2013年に知事室に配属されると、上司からパワハラ暴言を受けるようになった。2016年4月に財政課に異動すると、男性職員の残業時間は「過労死ライン」の月80時間を超え、その長時間労働が常態化した。この頃の母親によると、異動後の3～4カ月で男性職員が休みをとれたのは2、3日ほどであった。7月には長時間労働の疲労で朝、起床できないほど背中に痛みを訴え、8月には出勤時にふらつくようになった。9月に入ると男性職員は「周囲に迷惑をかけて申し訳ない」と自らを責めるようになり、出勤時には苦しそうに左胸をさすっていた。2016年9月、男性職員はうつ病を発症し、2016年11月14日に自殺した。2019年4月に公務災害と認定された。[113][114][115][116][117]
- 奈良県庁に勤務していた男性職員（当時35歳）が、2017年5月21日、自宅で首を吊って自殺した。この男性職員は、2005年4月に県庁に入り、2014年4月から県教育委員会（県教委）教職員課で勤務し、2016年4月に県砂防・災害対策課に異動した。当時、男性職員は新給与システムへの移行業務などを担当し、それは仕事量が多く、責任のある業務であった。それをいつも1人で行っていた男性職員は同僚に「（仕事が）しんどい」と話し、職場の面談でも「仕事がわからない。別の部署に異動させてほしい」と訴えていた。しかし、その男性の希望は通らなかった。2015年3月の時間外勤務は約117時間に達し、この時期にうつ病を発症した。地方公務員災害補償基金奈良県支部は2019年5月17日付で、この職員について公務災害と認定した[118][119][120][121]。その後男性職員の両親は、県に対し1億200万円の損害賠償を求め奈良地方裁判所に提訴。2022年5月31日に同地裁は両親の訴えを認め、県に約6,800万円の支払いを命じる判決を言い渡し[122]、県は6月14日に控訴断念を決め、判決が確定した[123]。
- 三菱電機の子会社であるメルコパワーデバイスの兵庫県豊岡市の工場に2016年11月まで勤務していた40歳代の男性社員が、精神疾患を発症して休職し、その後別の部署に復職したが、2017年12月に自殺した。この男性には裁量労働制が適用されていたが、通常の労働時間に換算して月に100時間超の時間外労働をしていた模様である。男性の家族は過労による自殺であるとして労災を申請し、労働基準監督署から2019年10月に労災認定を受けた[124]。
- 佐川急便から配送業務を請け負っていた運送業の当時51歳の男性が、2009年に脳内出血で死亡した。この男性の遺族は2019年に同社に対し、約4,500万円の損害賠償を求め大阪地方裁判所に訴訟を提起。この男性は死亡前の時間外労働が平均で月151時間に及んでおり、男性は個人事業主として同社と業務委託契約を締結していたが、遺族側は「実質的には会社の指揮下にあり、佐川には安全配慮義務があった」と主張し争っている[125]。
- ミシュランガイドに掲載された大阪市中央区の有名フランス料理店（店名は非公表）に2009年から勤務していた男性が、2012年に急性心筋炎を発症し、2014年に死亡した。男性の妻と両親は、店側が安全配慮を怠ったとして大阪地方裁判所に提訴。 2020年2月21日に同地裁は、男性の時間外労働が月約250時間に上っていたとした上で、長時間労働に起因する疲労や睡眠不足で免疫力が低下し、何らかのウイルスに感染し心筋炎を発症したと認定し、原告に約8400万円の支払いを命じる判決を言い渡した[126]。
- ソディック松本営業所に勤務していた当時43歳の男性が、2017年4月26日に当時7歳の娘と共に失踪し、5月7日に山形県小国町内で父子共々自殺（無理心中）しているのが見付かった。遺族側代理人の弁護士らが調査したところ、この男性は同営業所で機械修理やメンテナンスを担当していたが、2016年5月以降、同僚の異動で通常2人で担当する業務を1人で行うようになったこともあって、長時間残業が常態化するようになり、残業時間は月123時間にも及んでいたという。またこの男性は2017年4月21日の社内会議で「取引先への訪問記録を捏造した上で残業代を不正請求している」などと疑われ、上司から執拗に詰問されたりした。これらの要因が重なったことで鬱病を発症し自殺に追い込まれたとして、2020年1月31日付で松本労働基準監督署が労災認定した[127]。
- 地盤改良や法面工事を手掛けるライト工業の男性社員（当時30歳）が2017年11月、東京都江戸川区の社員寮で自殺した。この社員の自殺は長時間労働が原因であり、月当たりの時間外労働時間が3カ月連続で100時間を超えていたとして、2019年6月17日に向島労働基準監督署が労災認定した[128]。
- 愛知県小牧市の男性職員（当時30歳）が、2018年7月、職場の女性上司からパワハラを受けて自殺した。当時、情報システム課にいた男性職員は、日頃から職場の女性上司から威圧的な態度をされたりして精神的な苦痛を受けていた。それで、「夜眠れない」といった体調面や精神面の異変などを示すメモを残していた。2018年7月27日に無断欠勤を不審に思った管理職の上司が男性職員の家族らとアパートを訪ねたところ、男性職員は首をつった状態で死亡していた[129]。2020年1月21日、民間企業の労災に当たる「公務災害」に認定された[130][131]。 2021年12月20日、小牧市議会は男性職員の遺族に約7000万円の賠償金を支払うことを可決した。[132]
- 三菱電機の男性新入社員（当時20代）が上司からパワハラを受けて2019年8月、自殺した。男性社員は2019年4月に入社し、7月から尼崎市の生産技術センターに勤務していた。亡くなった男性社員の遺書には、当時の教育担当の上司から「次、同じ質問してわからんかったら殺すからな！」「自殺しろ！」と言われた記述が残されていた。2021年2月26日、尼崎労働基準監督署（兵庫県尼崎市）が労災認定した。[133][134][135][136]
- パナソニックの富山工場に勤務する男性社員（当時43歳）が2019年10月、自宅で自殺した。男性社員は2019年4月、製造部係長から技術部の課長級に昇進。仕事内容が大きく変わって業務量が増加した。当時のパナソニックは、午後８時までに退社するよう社員に指示していた。その為、男性社員は職場で終わらせることができなかった仕事を業務用パソコンを自宅に持ち帰って自宅で仕事することになり、死亡前の6カ月間、自宅でのパソコンの起動時間は月54時間～110時間に上った。当時の妻（41歳）によると、男性社員は朝4時頃まで仕事をしていた時もあったという。その後、男性社員はうつ病を発症し、自宅で自殺した。パナソニックは社員の自殺が「持ち帰り残業」を含む長時間労働があったと認めて謝罪し、遺族との和解が成立した。砺波労基署は2021年3月、男性社員の配置転換による強い心理的負荷があったとして、自殺との因果関係を認め労災と認定した。[137][138][139]
- 東芝グループの「東芝デジタルソリューションズ」（本社・川崎市）に勤務するシステムエンジニア（SE）の男性社員（当時30）が2019年11月16日に横浜市内の自宅マンションで自殺した。当時、入社5年目の男性社員は交際相手に「仕事が大変だ」などと漏らしていた。遺族側代理人によると、亡くなる直前の男性社員の1カ月（10月17日～11月15日）の時間外労働は103時間56分にのぼった。川崎南労働基準監督署（川崎市）が2020年12月17日付で労災認定した。[140][141][142]
- アステラス製薬（東京都中央区）に勤務する男性社員（当時33歳）が2019年12月に自殺した。男性社員は2009年4月にアステラス製薬に新卒入社し、MRとして勤務した。2015年10月から花形部署とされるプロダクトマーケティング部に異動したが、そこで男性社員は、それまで経験したことのない学会やセミナーの運営業務などを担当するようになり、先輩や上司から厳しい叱責を受けるようになった。その頃の男性社員は友人や知人に「俺、29年生きてきて今が一番怒られてますね」、「かなり叱責される」、「書類を作っても全部差し戻しになる」などと弱音を吐いていた。やがて、男性社員は会社に出社できなくなり、2016年4月にうつ病と診断された。その後、男性社員は復職と休職を繰り返したが、早期退職の応募期限であった2019年12月に自宅で自殺した。中央労働基準監督署（東京都文京区）は2021年12月24日付で労災認定した。[143][144][145][146]
- 住友林業に勤務する男性社員（当時51歳）は2019年4月から東京中央支店の営業グループ店長として住宅営業などに従事していたが、新型コロナの影響で営業ノルマをなかなか達成できず、長時間労働が続いた。その後、男性社員は店長としてノルマ達成の為に13日間連続で勤務し、その時間外労働は約105時間になった。2020年6月には睡眠障害を訴え、同年12月5日にうつ病になり、2020年12月末に自殺した。新宿労働基準監督署は、2021年12月23日、その自殺を長時間労働が原因の労災と認定した。亡くなった男性社員の遺族は「休日で珍しく家にいる日でも会社から貸与されている携帯電話はいつも鳴りっぱなしで、夫には休む暇や家族との時間もほとんどありませんでした。当時の上司を含め、住友林業が何も責任を感じていないことに憤りを感じます」とコメントを出した。[147][148][149]
- 三菱ふそうトラック・バスに1997年に入社し、京都支店車検センターで勤務していた当時38歳の男性が、2015年から体調不良を訴え、その後急性心不全で死亡。この男性は帰宅が深夜に及ぶことが多く、急性心不全発症前の残業時間は月平均77時間にもなっていた。男性の両親は京都下労働基準監督署に労災を申請したが、同監督署は過労死ラインに達していないとして退けたため、両親は2019年12月に京都地方裁判所に提訴。その後同監督署は2022年6月30日付で、過労死ラインで規定された月平均80時間未満の残業時間で労災と認定し、過去の決定を覆した。この件には、厚生労働省が2021年9月に、脳や心臓の疾患を巡る認定基準を改定し、過労死ラインに近い残業時間に達していれば「過酷な労働環境に伴う身体的負荷」等も総合的に判断することが明記されたことが背景にある[150]。
- 福岡市立小学校の教諭だった当時53歳の女性が、2013年に急性くも膜下出血により死亡。女性の夫と遺族の代理人によれば、この女性は、死亡の約1ヵ月前からの時間外勤務と自宅での作業時間が計160時間超に達していた模様である。2021年2月付で地方公務員災害補償基金が、この女性について公務災害と認定。女性の夫は2022年に、福岡市を相手取り福岡地方裁判所に提訴している[151]。
- 学校法人「大乗淑徳学園」（東京都板橋区）の淑徳高等学校（東京都板橋区）の男性教諭（32歳）が2019年9月に自殺した。男性教諭は2018年4月から1年契約の特任教諭として、淑徳高校に勤務。物理の担当のほか、吹奏楽部の顧問を務めていた。2019年6月から頭痛などの体調不良を訴え、9月18日に自殺を図り、9月22日に死亡した。自宅にある男性のパソコンには4月以降、日々の始業・終業時間が記録され、6月は260時間、7月は241時間に及んでいた[152]。その後、遺族は池袋労働基準監督署に職場環境の実態や残業代の未払いを申告し、労災認定を申請した。
- 鉄鋼メーカー日本製鉄の男性社員（当時28歳）が2020年2月に社員寮で自殺した。自室には遺書があったという。男性社員は2010年に技術職として入社し、名古屋製鉄所（愛知県東海市）で施設管理を担当していた。2019年10月、発電設備の定期修繕を1人で任されたが、それは男性社員にとって未経験の修繕業務であった。その後、男性社員は残業が増えて、上司にも何度も叱責されて精神的に疲弊し、うつ病になった。自殺直前の2020年1月は、男性社員の時間外労働が76時間に上り、前月より51時間も増えた[153]。この時、男性社員は母親に「仕事がきつい。会社を辞めたい」などと漏らしていた。2022年4月20日、半田労働基準監督署（愛知県半田市）はこの男性社員の自殺を労災認定した[154][155][156][157]。
- 甲南医療センターで2020年から研修医として勤務し、2022年4月から消化器内科の専攻医として研修を受けながら診療していた当時22歳の男性が、同年5月17日に帰宅後に自殺しているのが見つかった。西宮労働基準監督署は当該の男性について、長時間労働によって精神障害を発症したのが自殺の原因であるとして労災認定した。この男性の自殺直前1ヵ月間の時間外労働は207時間50分に及んでいた上、3か月平均でも月185時間を超えており、いずれも精神障害の労災認定基準を超過していたとされる[158] この件について、同センターが第三者委員会を設置していたにもかかわらず、報告書を男性の遺族に開示していないことも判明しており、遺族は同労働基準監督署に、同センターを運営する『医療法人甲南会』などを労働基準法違反容疑で告訴した[159]。さらに、遺族は2023年8月18日に、甲南会に対し損害万象を求める訴訟を大阪地方裁判所に起こす考えも示している[160]。
- 2021年4月に、日立造船に勤務していた当時27歳の男性が、海外赴任先のタイの工場で飛び降り自殺。この男性は同国において、ゴミ焼却発電所の建設プロジェクトに従事していたが、当時新型コロナの影響で事前の現地での研修が実施されず、また、途中で派遣期間が延長され、畑違いのプラントの試運転業務にも従事していた。この間、仕事上のミスなどについて上司から激しい叱責を受けることが度々あった模様である。これについて大阪南労働基準監督署は、海外に於いて不慣れな業務に従事していたことや、厳しい叱責を受け続けたことなどが原因で生じた心理的な負担により、精神疾患を発症し自殺に至ったと認定し、男性を労災と認定した[161]。

## 海外の事例

### 中国
中国においては過労による死亡は 過勞死（过劳死, guolaosi）とよばれ、2014年から中国国内で報告されはじめた。中国のような東アジア諸国では、多くのビジネスマンが長時間勤務した後、彼らの人脈（グアンシ, guanxi）を拡大し喜ばせなければないというプレッシャーを感じている。グアンシは中国ビジネス界の大部分を占めており、中国各地でビジネスマンは仕事場の外で仕事をするために飲食店に集まるのである。ビジネスマンにとって交際関係を広げることは重要であり、特に有力な政府職員や上司とのグアンシは大事である
2017年10月には、中国で働いていた14歳のロシア人モデルが中国で過労死した。仕事で中国に2か月滞在していたが、その間に低賃金重労働を課されていた疑惑が浮上し、少女の所属していた中国の事務所が親の付き添いもなく14才の少女を働かせていたことも発覚した。ロシアの英字紙は死因について極度の疲労による髄膜炎だと報じた。背景には中国での童顔ブームがあると報じられた。

### 韓国
韓国においては 과로사 (過勞死, gwarosa) は、過労による死を指す言葉である。韓国はOECD中で最も労働時間の長い国であり、日本より年間68日多く働く計算である。多くの労働者は、肉体および精神の両方に大きなプレッシャーがかかっていると感じている。多くの人が過労で死亡しており、また政府職員までも과로사で多く死亡するようになったため、この問題は国民の注目を集めるようになったばかりである。過労から引き起こされる多くの問題の対策として、政府は週の労働時間を68時間から52時間へ削減する法律を制定した。

### インドネシア
2019年インドネシア総選挙では開票作業などの重労働によって、400人以上の選挙スタッフが過労死した。

### アメリカ
「日本人は働き過ぎ」とよく言われるが、アメリカ合衆国の管理職は同等の労働時間と言われており仕事中に脳溢血や心臓麻痺での死亡例が存在する。またアメリカは終身雇用の国ではなく解雇が容易なので、従業員の数を調整することで余分な残業代を減らす経営が行われる。そこで長時間の残業が必要とされるのは大抵が最低でも数百万ドルの報酬をもらう重役である。アメリカの企業では解雇が日常茶飯事であると同時に、職員募集も常時行われている場合が多く、転職は特に日常的に行われている。高い能力を持つ人材は他社からのスカウトも多く、労働条件が気に入らなければ退職という選択肢が現実に存在する。また法律および労働契約に違反した企業に対する損害賠償は世界に類を見ない高額さである。このため過労死が会社による強制あるいは労災とは捉えられておらず、社会現象と認識されていない。日本での過労死が「karōshi」として特別視されて報道されるのもこのためである。ただし「karōshi」は存在しないが、簡単に従業員を解雇できるため、能力の低い又は技能が時代遅れとなった人間はすぐさまワーキングプアとなり、一気に最下層へと転落することが多い。また2015年時点のアメリカ空軍では、無人航空機の操縦士が酷使されている実態が明らかとなっており、彼らの労働時間は平均で1日14時間、週6日勤務となっている。アメリカ軍では状況を改善するための方策を考えている。またアメリカは企業に有給休暇を義務付ける法律が存在しない唯一の先進国であり、企業が労働者に全く有給休暇を与えなくても法的には問題ではない。アメリカ経済政策研究センターが2013年5月に公表した調査によると、アメリカ人労働者の4人に1人は有給休暇を全く取っていない。

### 西ヨーロッパ
イギリス・アイルランドを除く西欧諸国では、一般に労働規制が厳しいため一般の労働者が過酷な労働時間により脳溢血や心臓麻痺で死ぬということはほとんど考えられない。ただし不法移民を使った違法な労働環境での事故死などは考えられる。また無報酬で残業を行うという考え自体が一般的ではない。ただし役員や管理職は長時間労働を強いられることが多い一方で、業績報酬制であるため残業手当は存在しない。
ただし、職場での人間関係のこじれや、パワーハラスメントなどを理由にした自殺などの事例はヨーロッパ大陸の一般労働者でも存在する。

#### フランス
フランスではルノーの心臓部とも言われるイヴリーヌ県のテクノセンターで、3か月の間に従業員3人が自殺していたことが2007年2月に日本の報道機関でも報じられた。うち1人は遺書で「仕事上の困難」を記しており、当局が「精神的虐待」がなかったかどうか捜査に乗り出すほどの問題となっている。また、フランスでは2000年から一週間に35時間以上の労働を基本的に禁じる週35時間労働制が施行されている。そのため、一般の労働者に過労は基本的に起こりえないとされる。しかしこうして減らされた労働時間を取り戻すため、企業は労働者にさらなる成果を求める傾向にある。フランスは労働時間を減らしても高い競争力や生産性を維持しているが、労働者にはストレスが掛かり多くの暴力事件や自殺者を生み出しているとの指摘がある。フランスはG8中、ロシアや日本に次いで自殺率が高い国である。フランステレコムでは、2008年2月から2009年9月の約1年半の間に23人もの自殺が発生して社会問題となり、職場で自殺したり仕事が原因で自殺するとの遺書を遺したケースもある。この一連の自殺では1週間の間に5人が立て続けに自殺したこともある。2009年以降は、経済悪化を背景にした自殺も増加している。

#### スイス
スイスでは、通信大手のスイスコムやチューリッヒ保険の最高経営責任者が過労で自殺している。またスイスの労働法では、裁量労働制を採る企業は労働時間の管理義務が免除されている。この法律を悪用して従業員に多大な残業を課している企業もあるとされる。

### イギリス
イギリスではメリルリンチにインターンシップで勤務していたドイツ人留学生が、3日連続ほぼ徹夜で仕事をした後に死亡する事件があった。過労死が疑われており、金融界の過酷な労働環境が問題視されている。また、近年はヨーロッパでも働きすぎによる健康問題が深刻化しており、2003年には数百万人のイギリス労働者が過労死ラインになっているという説もある。

### オーストラリア
サービス残業が常態化している国もあり、2004年のオーストラリアでは労働者の約半分に残業代が支払われていないという調査がある。理由として、労働者が残業を拒否することで解雇されることを恐れているとされる。

## 対策
2013年、国際連合の社会権規約委員会は、日本国政府に対して立法や規制を講じるべきと勧告した。
ILOは、過労死及び過労自殺対策として以下を挙げている。
1. 重労働・長時間労働の削減[2] - 労働時間、深夜労働、休日労働を減らす努力は、重労働・長時間労働を防ぐために不可欠である[2]。
2. 適切な医療支援および治療[2] - 企業、家族、社会全体が、医療支援のレベルを向上させ、適切な医療施設へのアクセス、および過労死・過労自殺を防止するためのカウンセリングメカニズムの改善。労働者の自殺に関する調査では、ほとんどの人がうつ病など特定の精神障害を患った後に自殺することを示している[2]。
3. 健康で効率的な作業手順および職場の設計[2] - 労働者と使用者の間の積極的かつ効果的な対話を促進する。職場衛生委員会の活動、雇用者と労働者が共同で実施するリスク評価活動は、過労や職業性ストレスのリスクを軽減するのに役立つ[2]。

### 日本国内の動向
近年、日本では過労死の問題が注目されており、これを防ぐための取り組みが始まっている。地方議会などでは、過労死防止基本法の制定を求める動きがある。2013年12月時点で、38の自治体で法制定を求める意見書が採択されており、国政においても過労死防止基本法制定を目指す超党派議員連盟が存在する。
また、2013年の参議院選挙では、自民党とともに共産党の議席が増えたが、その理由の一つとして、共産党の志位和夫は過労に対する訴えが評価されたからとしている。2013年9月には、厚生労働省がブラック企業と呼ばれる企業の立ち入り調査を開始している。しかし、過重労働を調査する労働基準監督官が過重な労働を平然と行う状況があり、過重労働をしている労働基準監督官自身の実際の労働時間は、決して答えてはいけないことになっている。
2013年12月17日、厚生労働省はブラック企業対策として、事前にブラック企業の疑いがある5111の企業や事業所を調査したところ、82%に当たる4189箇所で法令違反が確認できたとの調査結果を発表した。厚生労働省は、これらの企業に指導を行い、指導の後も法令違反を続ける企業は、名前を公表する方針を発表している。
2014年5月23日、衆議院厚生労働委員会は、全会一致で過労死等防止対策推進法案を可決した。過労死対策は、国に責任があることを初めて法律に明記している。
2014年6月20日、過労死等防止対策推進法成立。2014年11月に施行。規制や罰則を定めるものではないが、国の取るべき対策として以下を定めている。
1. 過労死の実態の調査研究
2. 教育・広報など国民への啓発
3. 産業医の研修など相談体制の整備
4. 民間団体の支援

自治体や事業主には対策に協力すること事を努力義務とする。
2016年9月26日、安倍内閣により働き方改革実現会議が開催され、内閣が目標として掲げた「一億総活躍」の最大の挑戦と位置付けられた。働き方改革では、長時間労働の是正や同一労働同一賃金を目指している。
2017年3月、「働き方改革実行計画」で罰則付きの残業上限を導入すると明記した。これまでの日本の法律では、残業時間は事実上青天井で延ばせるようになっており、時間外労働に上限が設けられるのは初めてとなる。残業は「月45時間、年360時間」を原則とし、繁忙期などの特例として年間上限を「720時間（月平均60時間）」にする。ただしこれでは多すぎるとの批判のほか、休日出勤して働く時間が上限の範囲外とされており「休日労働」の時間を合わせれば、年に960時間まで働かせられる制度設計になっているという批判もある。国際労働機関ガイ・ライダー事務局長は、2017年5月12日の来日時にインタビューで働き方改革について「政・労・使の三者が交渉し合意したことは、非常に重要かつ適切で、歓迎したい」「残業時間に上限規制が設けられたことは歓迎するが、国際的な比較でみれば、まだ長すぎると思う」と回答している。

## その他
過労死は、日本の労働力余剰（人余り）や物価が上がらないデフレーション状況下で起きる労働環境を表すと同時に、日本以外の世界にも広がっている働きすぎに起因する健康破壊を端的に表す言葉になっている。日本の非製造業（第三次産業）での労働性はG7最下位とされている
労働コストを安くして、商品やサービスの値段を下げることで、安い商品を好む消費者に選ばれることがデフレ状況下の企業にとって合理的な行動になる。更にサービスは価格に組み込まれているため、値段が安いところで受けられるサービスはそのレベルでしかないことが世界では当たり前である。日本ではコストに対して「お客様は神様」的な過剰サービスと、万全なサービスを追求し、一度でもひどい顧客サービスを受けたら直ちに別の会社に替えるという消費者側の姿勢のために、万全を求められる労働者は睡眠時間を削りながら長時間労働することになっている。
スーパーマーケット・コンビニエンスストア・百貨店など流通業界で働く人の70％が客から暴言や長時間の説教、土下座など謝罪の強要や晒しの脅迫といった悪質なクレームなどを受けた経験があることがわかっている。日本ではサービス受益者側から見れば非常に安くて便利なサービスが、そこで働いている者に長時間労働を常態化させているように、過労死の原因となる長時間労働の是正には、他人が自分にしてくれるサービスに適正な価格を払わなければ受けられないとの意識が求められている。
上記のような主張が存在する一方で、企業の経営陣が株主や株価の動向に過剰に反応するあまり無理な人件費削減に走ることが過労死の発生の一因となっていると分析する者も存在する。
日本では企業の問題だけだと考えられがちだが、サービスを受ける「消費者」側による過度な基準が負担となって労働環境の悪化させているため、消費者も労働者への過度な要望をやめることが大事だと指摘されている。インフレーションや失業率の低下による長時間労働や待遇に見合わない給与の企業の人手不足倒産・株主への過剰な配慮の是正▪消費者側の労働者に対する意識改革で過労死も減少するとされている。